# Leafpad
Leafpad este un editor de text minimalist pentru sistemele de operare Unix-like, care are puține dependențe de alte programe.
Leafpad a fost dezvoltat în C și are o interfață grafică de utilizator bazată pe GTK+. Este distribuit în Licența Publică Generală GNU (v.2) ca software liber.

Principalele sale caracteristici sunt recunoașterea automată a setului de caractere al codului și funcții de copiere și mutare a textului. Este utilizt pentru editarea documentelor destinate citirii pe calculator, cum ar fi paginile web și fișierele de configurare. 
Leafpad este editorul de text implicit al mediului desktop LXDE din Lubuntu și Xubuntu.